# Zdeněk Křížek
Zdeněk Křížek (* 16. leden 1983, Strakonice) je český fotbalový brankář, od roku 2001 působící v SK Dynamo České Budějovice.

## Klubová kariéra
Svoji fotbalovou kariéru začal ve Strakonicích. V roce 2001 zamířil do Českých Budějovic. V sezóně 2004-2005 působil na hostování v Tatranu Prachatice. Po návratu do Českých Budějovic se stal brankářskou dvojkou, která kryla záda Miroslavu Filipkovi. Ve druhé sezóně působení tohoto tandemu v Dynamu však Filipko v zimní přestávce přestoupil do řeckého Iraklis Soluň a Křížek si tak v jarní části odbyl svůj prvoligový debut (11. 3. 2007 Brno – Dynamo 5:0) a odchytal i zbývajících 12 utkání sezóny. V létě 2007 přestoupil do Dynama na post brankářské jedničky Pavel Kučera a díky jeho spolehlivým výkonům dostával Křížek v následujících čtyřech sezónách příležitost jen sporadicky a nastupoval často za B-tým. V sezóně 2011/12 však byl Pavel Kučera po 5. kole vyřazen z A-týmu a posléze odešel do Dunajské Stredy, a tak se Křížek po 4 letech znovu posunul na post jedničky. V zimě 2012 do Dynama přišel další gólman Michal Daněk a jedničkou se na další téměř 2 roky stal on. Křížek se prosadil v závěru podzimu 2013 a od té doby v Dynamu stabilně nastupuje v základní sestavě.
Křížek hrál za české mládežnické reprezentace U15, U16, U17, U19 a U20.

### Klubové statistiky
| Sezona | Klub                 | Země  | Soutěž  | Zápasy | Góly |
| ------ | -------------------- | ----- | ------- | ------ | ---- |
| 01/02  | SK Dynamo ČB B       | Česko | 3. liga | 18     | 0    |
| 02/03  | SK Dynamo ČB B       | Česko | 3. liga | 28     | 0    |
| 03/04  | SK Dynamo ČB B       | Česko | 3. liga | 17     | 0    |
| 04/05  | TJ Tatran Prachatice | Česko | 2. liga | 16     | 0    |
| 05/06  | SK Dynamo ČB         | Česko | 2. liga | 3      | 0    |
| 06/07  | SK Dynamo ČB         | Česko | 1. liga | 13     | 0    |
| 07/08  | SK Dynamo ČB         | Česko | 1. liga | 4      | 0    |
| 08/09  | SK Dynamo ČB         | Česko | 1. liga | 0      | 0    |
| 09/10  | SK Dynamo ČB         | Česko | 1. liga | 0      | 0    |
| 10/11  | SK Dynamo ČB         | Česko | 1. liga | 2      | 0    |
| 11/12  | SK Dynamo ČB         | Česko | 1. liga | 12     | 0    |
| 12/13  | SK Dynamo ČB         | Česko | 1. liga | 3      | 0    |
| 13/14  | SK Dynamo ČB         | Česko | 2. liga | 21     | 0    |
| 14/15  | SK Dynamo ČB         | Česko | 1. liga | 29     | 0    |
| 15/16  | SK Dynamo ČB         | Česko | 2. liga |        |      |